# ポート・ジャービス駅

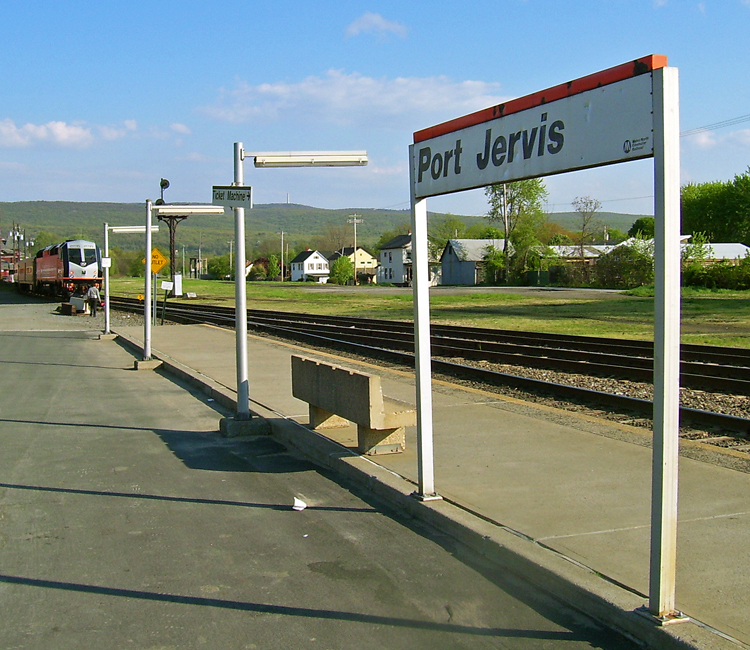
ポート・ジャービス駅

ポート・ジャービス駅（Port Jervis）は、ニューヨーク州ポート・ジャービスにあるメトロノース鉄道の駅。
ニュージャージー・トランジットのポート・ジャービス線の終点駅である。
この駅からニュージャージー州ホーボーケン駅までを結んでいる。ニューヨーク州内の鉄道はメトロノース鉄道の所有。ニュージャージー・トランジットのメイン・ラインと直結しており、直通運転が行われている。
かつては、1892年にエリー鉄道によって建築された路線で、1970年代まではビンガムトンまでサービスが行われていた。